# Hans Katzianer

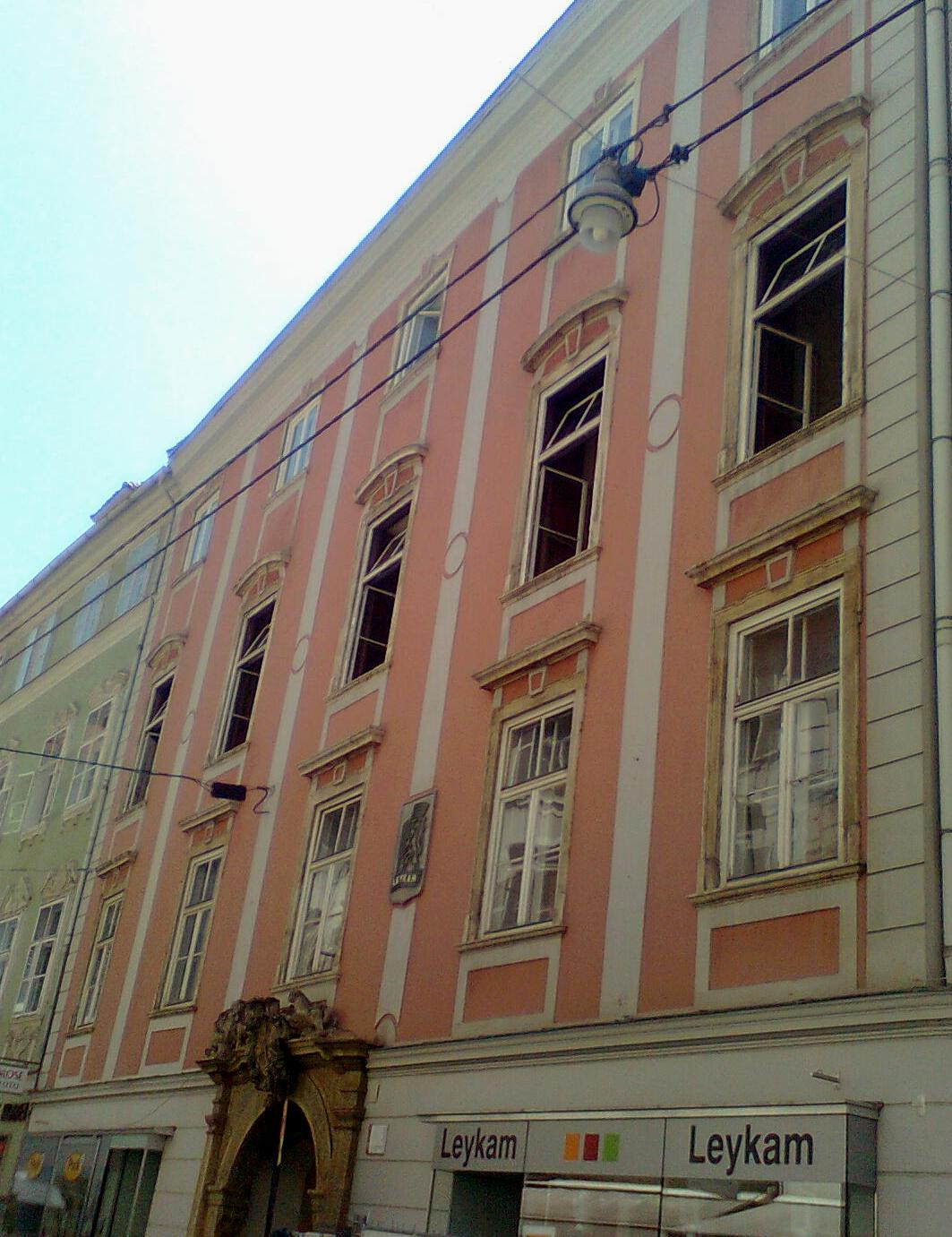
Palais Katzianer in der Stempfergasse in Graz

Hans Katzianer zu Katzenstein (auch Hans Kazianer, Johann Katzianer oder Janez Kacianer, slow./kroat. Ivan Kacijanar oder Karč, ungar. Kaczy János; * 1491 auf Burg Katzenstein bei Vigaun, Oberkrain; † 27. Oktober 1539 im Schloss Kostajnica an der Una, Kroatien) war ein slowenischer Adliger aus dem Adelsgeschlecht Katzianer und Feldherr der Habsburger.

## Leben
Nach dem Tode seines älteren Bruders Andreas im Jahr 1512 folgte Hans Katzianer diesem als Freiherr zu Katzenstein und Flödnig, wo er schon bald Einfälle der Osmanen abzuwehren hatte.  1522 trat er in die Dienste des Erzherzogs Ferdinand, des späteren Kaisers Ferdinand I., der ihn 1523 zum Obristfeldhauptmann in den innerösterreichischen Landen (Steiermark, Kärnten, Krain) ernannte.  Mit einem Söldnerheer führte er bis 1526 die Abwehrkämpfe gegen die Türken in der Krain.  1525 unterstützte er mit seinen Truppen die Landstände in Kärnten und der Steiermark bei der Niederschlagung der dortigen Bauernaufstände.
Nach der ungarischen Niederlage in der Schlacht von Mohács 1526 war er während des ersten österreichischen Türkenkrieges zunächst bis Februar 1527 für die Grenzsicherung in Kroatien verantwortlich.  Seine Berufung im April 1527 zum Stadthauptmann von Preßburg dauerte nur bis zum Juli, als er nach Beschwerden der ungarischen Adligen wegen seiner rücksichtslosen Steuereintreibungsmethoden wieder abberufen wurde.  Vom Sommer 1527 an kämpfte er für Ferdinand I. gegen den siebenbürgischen Gegenkönig Johann Zápolya, den er am 8. März 1528 bei Szina (südlich von Kaschau in der Slowakei) besiegte; allerdings konnte Zápolya nach Polen entkommen.  Von 1528 bis 1537 war er Landeshauptmann der Krain und ab 1530 auch Obristfeldhauptmann in Ungarn, Kroatien und der Windischen Mark.  1529 zeichnete er sich beim Entsatz von Wien und bei der Verfolgung des abziehenden osmanischen Heeres aus, und am 19. September 1532 vernichtete er bei Weikersdorf am Steinfelde ein mehrere tausend Mann starkes Restheer des osmanischen Generals Kasim Bey, das aus der vorangegangenen Schlacht bei Leobersdorf–Enzesfeld entkommen war.  Im Oktober 1532 wurde er mit 5000 Mann zur Entsetzung von Gran befohlen und danach mit der Aushandlung eines Waffenstillstands im Dezember 1532.
Dann aber endete ein Feldzug zur Vertreibung der Türken aus Slawonien mit der unrühmlichen Katastrophe von Essegg im September 1537, als sich Katzianer nicht gegen die ihm mitgegebenen Kriegsräte durchsetzen konnte, sein 20.000 Mann starkes, aber zusammengewürfeltes (Ungarn, Böhmen, Österreicher, Italiener, Steirer, Kärntner, Tiroler, Kroaten und Krainer) und durch Hunger und Seuchen demoralisiertes Heer sich beim Rückzug von Essegg auf Valpó großenteils auflöste und der verbliebene Rest niedergemacht wurde.  Da auch er selbst nicht bis zum Schluss auf dem Schlachtfeld geblieben war, lasteten ihm seine Neider die Niederlage an.  Als ihm deswegen in Wien von König Ferdinand I. ein Hochverratsprozess gemacht wurde, floh er in der Nacht vom 30. zum 31. Januar 1538.  Die gräflichen Brüder Johann und Nikola Zrinyi räumten ihm ihre Burg Kostajnica als Aufenthaltsort ein.  Vom König als Verräter geächtet und seines Eigentums beraubt, von seinen Gegnern in seiner ritterlichen Ehre verletzt und verleumdet, begann er dort, mit anderen Feinden Ferdinands zu konspirieren.  Nach dem Friedensschluss von Großwardein am 14. Februar 1539 zwischen Ferdinand I. und Johann Zápolya nahm er sogar Verbindungen mit den Türken auf.  Als er den Grafen Zrinyi mitteilte, er beabsichtige, ihre Burg Kostajnica an die Türken zu übergeben, kam es zu schwerem Streit mit ihnen.  Am 27. Oktober 1539 traf sich Nikola Zrinyi mit Katzianer zu weiteren Verhandlungen auf der Burg, und beim Essen erstach ihn Zrinyi.  Sein Kopf wurde zum König nach Wien geschickt.